# Carbide

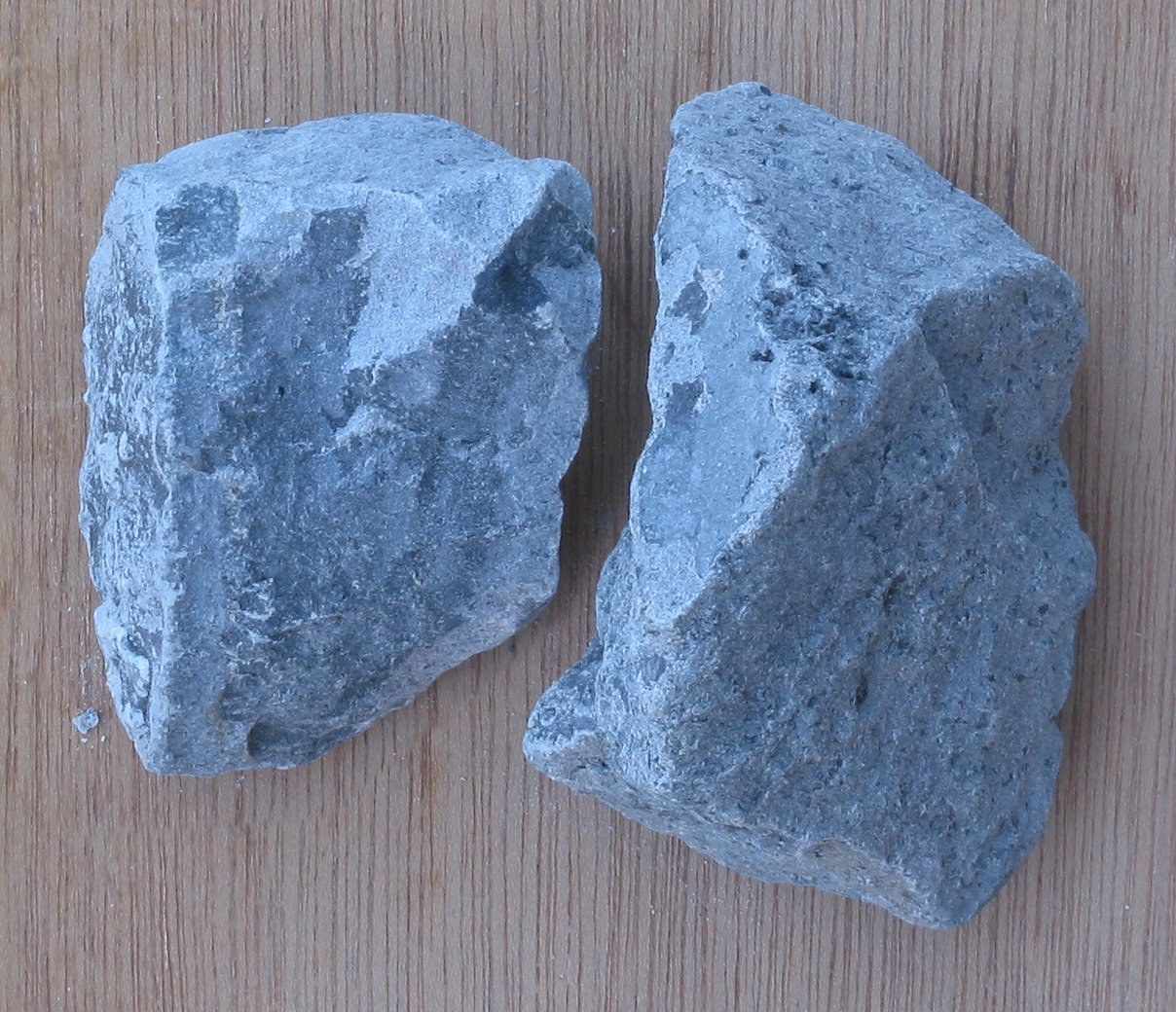
Calciumcarbid

Carbide oder Karbide sind in der Regel eine Stoffgruppe binärer chemischer Verbindungen aus einem Element (E) und Kohlenstoff (C) mit der allgemeinen Formel ExCy. Zu dieser Gruppe zählen salzartige (z. B. Calciumcarbid, CaC2) wie auch metallische Verbindungen (z. B. Tantalcarbid, TaC); eine Ausnahme bildet z. B. Tantalhafniumcarbid (Ta4HfC5).

## Allgemeines
Hergestellt werden Carbide in der Regel aus elementarem Kohlenstoff, der bei hohen Temperaturen mit dem entsprechenden Element, Elementoxid oder Elementcarbonat in einer Festkörperreaktion umgesetzt wird. Die Herstellung von Calciumcarbid aus Koks und Calciumcarbonat beispielsweise erfolgt bei 2000 °C im Lichtbogenofen.
{\displaystyle \mathrm {CaCO_{3}\rightarrow \!\ CaO+CO_{2}} }
{\displaystyle \mathrm {CaO+3\,C\rightarrow CaC_{2}+CO} }
Je nach der Elektronegativitätsdifferenz zwischen dem betreffenden Element und Kohlenstoff entstehen Carbide eines der drei folgenden Typen.

### Ionische Carbide
Ionische Carbide (salzartige Carbide) haben starken Salzcharakter und werden typischerweise von den stark elektropositiven Elementen der Alkali-, Erdalkali- und Erdelemente gebildet. Sie enthalten Kohlenstoff als den elektronegativeren Bestandteil.
Typische Beispiele sind Lithiumcarbid Li2C2, Berylliumcarbid Be2C, Magnesiumcarbid Mg2C3, Calciumcarbid CaC2 oder Aluminiumcarbid Al4C3. Sie enthalten in ihrem Ionengitter das jeweilige Metallkation sowie das Carbidion, das sich formal von verschiedenen Kohlenwasserstoffen ableitet. Dies führt zu einer weiteren Differenzierung der ionischen Carbide in:
- Methanide, z. B. Be2C und Al4C3, enthalten C4−, abgeleitet von Methan CH4
- Acetylide, z. B. Li2C2, CaC2, enthält C22−, abgeleitet von Ethin (Acetylen) C2H2
- Allenide, z. B. Mg2C3, enthält C34−, abgeleitet von Allen C3H4

Zu den ionischen Carbiden gehören darüber hinaus auch die Fulleride. Es handelt sich um Verbindungen der Zusammensetzung MC60, M2C60 und M3C60 (M = Na, K). Sie entstehen durch Reduktion des Buckminster-Fullerens C60 mit elementaren Alkalimetallen.
Ionische Carbide, die sich von Kohlenwasserstoffen ableiten, reagieren mit Wasser unter Bildung des entsprechenden Metallhydroxids und des Kohlenwasserstoffs, der durch vielfache Protonierung des Anions mit Wasser entsteht.
Der bekannteste Vertreter ist das u. a. in der Karbidlampe verwendete Calciumcarbid (CaC2), populär Karbid genannt, das in Anwesenheit von Wasser Ethin freisetzt:
{\displaystyle \mathrm {CaC_{2}+2\ H_{2}O\rightarrow Ca(OH)_{2}+C_{2}H_{2}} }
Die graue Farbe des eigentlich weißen Calciumcarbids resultiert aus Verunreinigungen durch elementaren Kohlenstoff aus dem Herstellungsprozess (siehe oben). Der typische Geruch des Calciumcarbids ist dem Monophosphan PH3 zuzuschreiben, das in analoger Weise zum Acetylen durch Hydrolyse aus Calciumphosphid gebildet wird. Calciumphosphid entsteht im Herstellungsprozess, wenn das eingesetzte Calciumcarbonat Spuren von Calciumphosphat als Verunreinigung enthält. 
Die Hydrolyse von Calciumcarbid war bis in die 1930er Jahre die einzige Methode zur technischen Herstellung von Ethin als Brenngas (Schweißgas) beim Gasschmelzschweißen. Calciumcarbid war daneben ein wichtiger Ausgangsstoff für die Entwicklung der Acetylen-Chemie (vgl. Reppe-Chemie). Mit dem Aufkommen der petrochemischen Industrie hat diese Ethinquelle jedoch stark an Bedeutung verloren.

### Kovalente Carbide

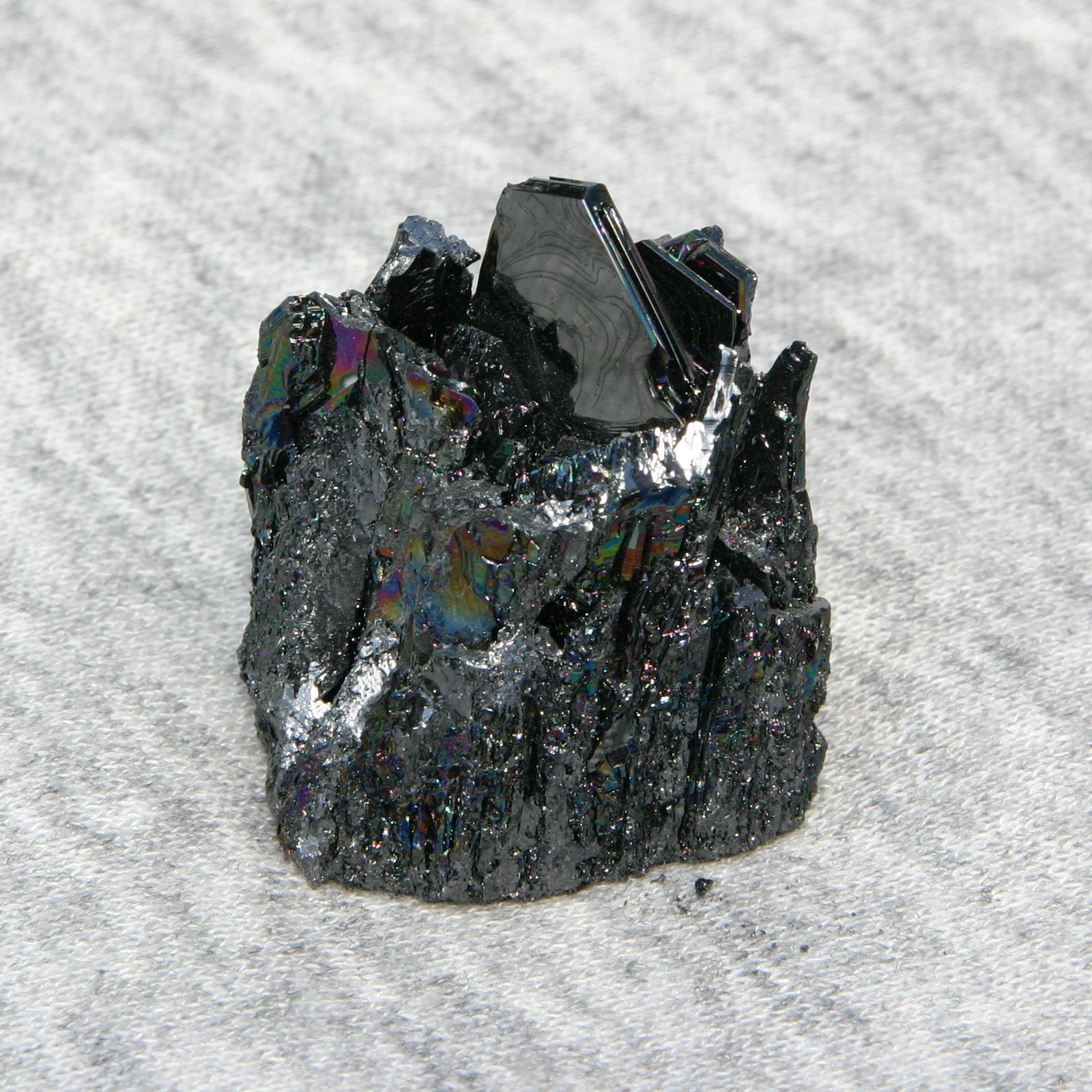
Siliciumcarbid

Kovalente Carbide werden zwischen Kohlenstoff und Elementen mit annähernd gleicher Elektronegativität gebildet. Die beiden wichtigsten Beispiele sind SiC (Siliciumcarbid, „Carborundum“) und B4C (Borcarbid). Sie besitzen kovalente Bindungen zwischen Kohlenstoff und dem jeweiligen Element. Die sehr starken kovalenten Bindungen, verbunden mit einer Kristallstruktur, die denen anderer harter Stoffe sehr ähneln (SiC besitzt eine dem Diamanten ähnliche Struktur) führt zu einer hohen mechanischen Stabilität. Demgemäß finden diese Carbide in der Regel als Hartstoffe (Beschichtungen, Schleifmittel) und zur Verstärkung von Kunststoffen Verwendung.
Siliciumcarbid ist auch als Trägermaterial für Katalysatoren in der chemischen Industrie von Interesse, da es eine hohe Wärmeleitfähigkeit und praktisch keinen Abrieb besitzt.

### Metallartige Carbide
Diese Carbide werden von den Elementen der 4.–6. Nebengruppe gebildet, typische Beispiele sind Titan, Tantal und Wolfram. Sie besitzen in der Regel keine exakt definierte Stöchiometrie. Vielmehr sind die Kohlenstoffatome in die Tetraederlücken bzw. je nach Größenverhältnis zum Metall in die Oktaederlücken der Metallgitter eingelagert und bilden Einlagerungsverbindungen oder interstitielle Verbindungen. Diese Substanzen zeichnen sich durch eine hohe mechanische und thermische Stabilität und hohe Schmelzpunkte (3000 bis 4000 °C) aus und dienen als Hartstoffe und Keramiken im chemischen Apparate- und Anlagenbau, zur Bestreuung von Schleifwerkzeugen sowie zur Herstellung von Hartmetall-Einsätzen für Schneidewerkzeuge. Zementit (Fe3C) ist ein Bestandteil des Stahls.
Die Kugel eines Kugelschreibers besteht beispielsweise aus Wolframcarbid.
Wolframcarbid wird umgangssprachlich als Hartmetall bezeichnet. Jedoch zählt es zur Hauptgruppe der technischen Keramiken, genauer genommen der nichtoxidischen Keramik.
Im allgemeinen Sprachgebrauch wird Karbid meist gleichgesetzt mit Calciumcarbid. Dieses reagiert mit Wasser zu Acetylen, was für verschiedene Anwendungen genutzt werden kann. Zur Anwendung von Calciumcarbid siehe dort.